# Earle (Arkansas)
Earle è una città degli Stati Uniti d'America situata nello Stato dell'Arkansas, nella Contea di Crittenden.